# مسکیانه
مسکیانه (به عربی: مسكيانة) یک شهرداری در الجزایر است که در ناحیه مسکیانه واقع شده‌است. مسکیانه ۱۸۴ کیلومتر مربع مساحت و ۲۸٬۳۱۵ نفر جمعیت دارد.